# U-Bahnhof Plaza de Mayo

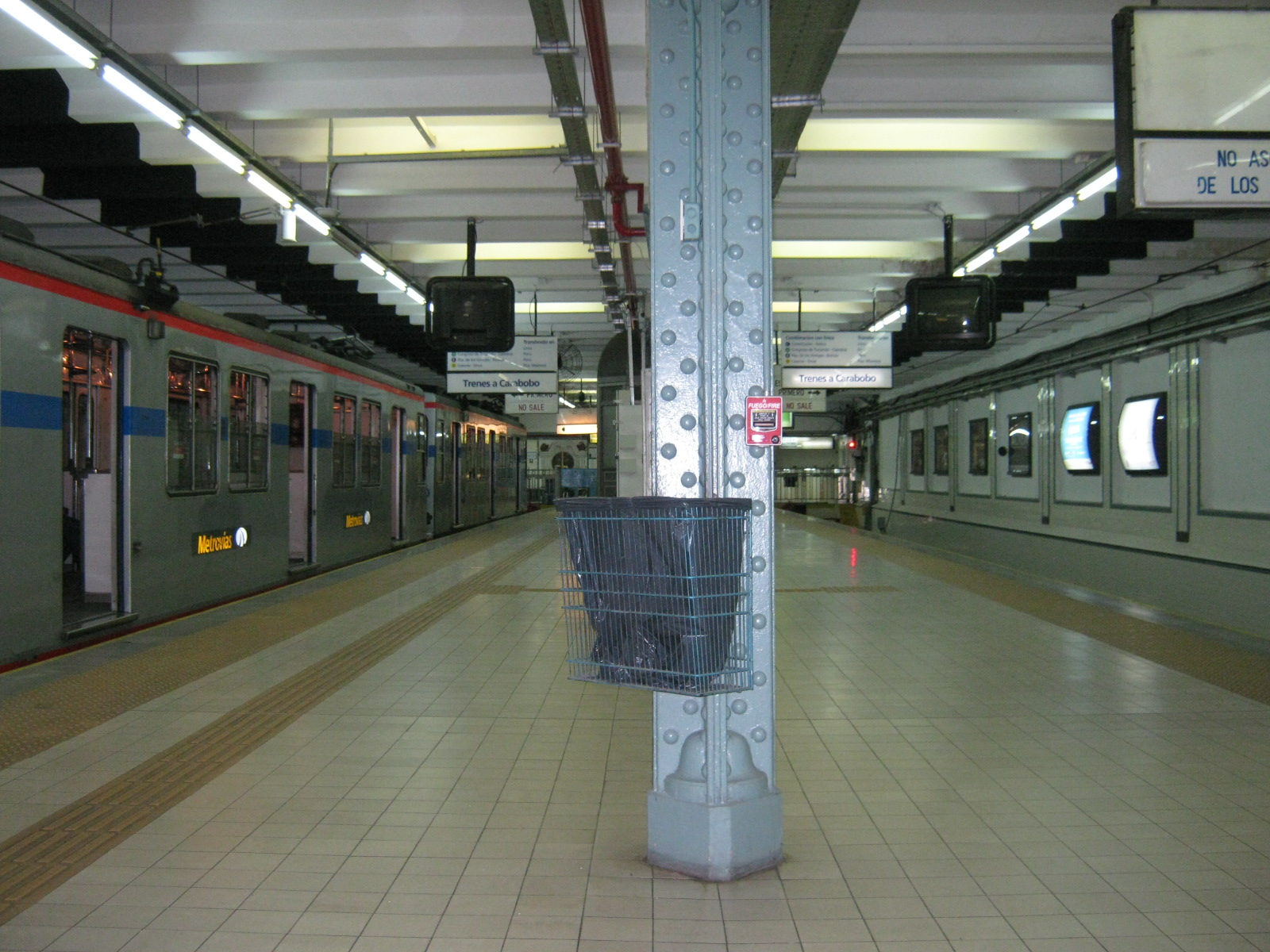
U-Bahnhof Plaza de Mayo, 2008

Der U-Bahnhof Plaza de Mayo ist eine Station der Linie A der Subterráneos de Buenos Aires und wurde gemeinsam mit dem Abschnitt Plaza de Mayo–Plaza Miserere als erste des Netzes am 1. Dezember 1913 eröffnet. Der U-Bahnhof befindet sich am östlichen Ende der namensgebenden Plaza de Mayo unter der Calle Hipólito Yrigoyen, südlich des Regierungssitzes des argentinischen Präsidenten, der Casa Rosada.

## Geschichte

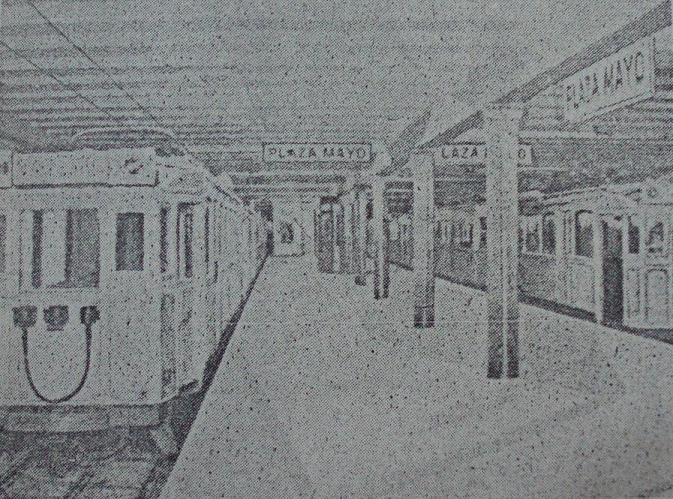
U-Bahnhof Plaza de Mayo, 1913

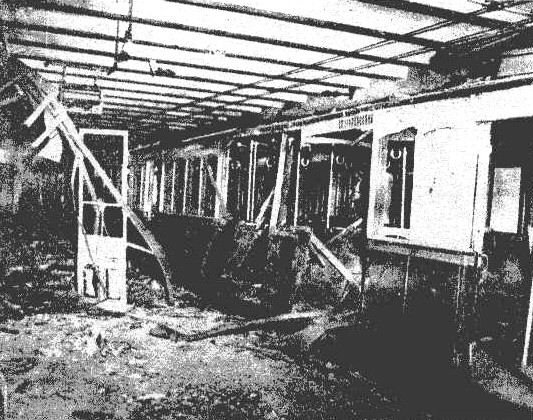
Bei einem Bombenanschlag auf Anhänger des Präsidenten Perón auf der Plaza de Mayo (und den U-Bahnhof) kamen 1953 fünf bis sieben Personen ums Leben

Der U-Bahnhof Plaza de Mayo gehört zum Eröffnungsabschnitt der ersten U-Bahn-Strecke von Buenos Aires zwischen der Plaza de Mayo und der Plaza Miserere. Als Endstation erhielt der Bahnhof, wie in Buenos Aires üblich, einen Mittelbahnsteig mit Ausgängen an beiden Enden. Die Wände sind bis heute weiß gefliest, die Metallstützen hellblau gefärbt. Die Zügen enden direkt am Bahnsteig an einem Prellbock.
Bereits zur Eröffnung des Bahnhofes und davor war der Platz vor dem Regierungssitz des Präsidenten stets eine der wichtigsten Orte der Stadt Buenos Aires sowie Argentiniens. Zahlreiche Proteste, Demonstrationen und Versammlungen fanden dort im Laufe der argentinischen Geschichte statt. 1953 explodierte während einer Ansprache des Präsidenten Perón an Mitglieder des Gewerkschaftsverbundes CGT eine Bombe, bei der zwischen fünf und sieben Personen umkamen sowie der U-Bahnhof teils schwere Schäden mit sich trug.
Ähnliches geschah zwei Jahre später am 16. Juni 1955 bei der Bombardierung der Plaza de Mayo – zur gleichen Zeit hielt ebenfalls Perón eine Ansprache an seine Anhänger. Auch diesmal trug der U-Bahnhof Schäden davon. Am südlichen Ausgang befindet sich bis heute eine Erinnerungstafel in Gedenken der Opfer des Massakers.
1997 wurde der U-Bahnhof als nationales historisches Denkmal (monumento histórico nacional) eingestuft.

## Anbindung
Am U-Bahnhof bestehen Umsteigemöglichkeit zu zahlreichen Bussen (colectivos).
| Linie | Verlauf |
| ----- | --- |
|       | Plaza de Mayo – Perú – Piedras – Lima – Sáenz Peña – Congreso – Pasco – Alberti – Plaza Miserere – Loria – Castro Barros – Río de Janeiro – Acoyte – Primera Junta – Puán – Carabobo – San José de Flores – San Pedrito |